# Арнольд, Владимир Игоревич
Влади́мир И́горевич Арно́льд (12 июня 1937[…], Одесса[…] — 3 июня 2010[…], XII округ Парижа) — советский и российский математик, автор работ в области топологии, теории дифференциальных уравнений, теории особенностей гладких отображений и теоретической механики. Один из крупнейших математиков XX века. Академик АН СССР (РАН, с 1990, член-корреспондент с 1984), иностранный член Национальной АН США (1983), Французской АН (1984), Лондонского королевского общества (1988), Национальной академии деи Линчеи (1988), Американского философского общества (1990), Европейской академии (1991), доктор физико-математических наук (1963), главный научный сотрудник Математического института имени В. А. Стеклова РАН, профессор МГУ и Университета Париж-Дофин. Лауреат многих наград, Ленинской премии (1965), премии Крафорда (1982), премии Вольфа (2001), Государственной премии РФ (2007), премии Шао (2008).

## Биография

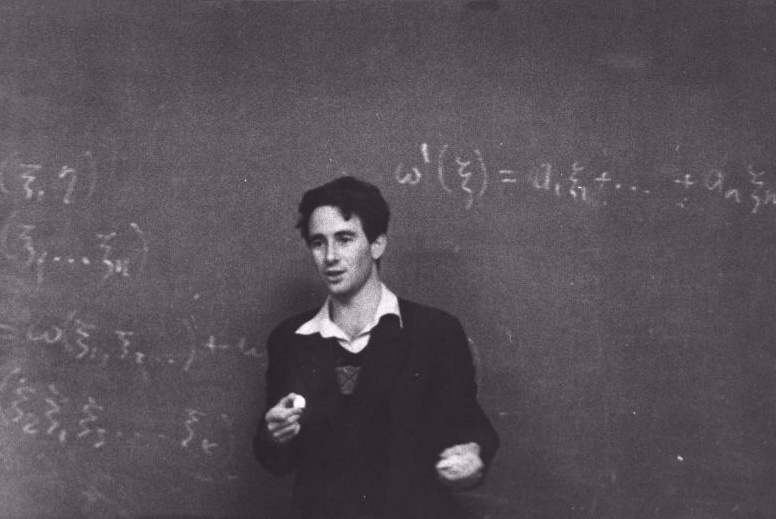
Арнольд в 1963 году

Владимир Игоревич Арнольд родился 12 июня 1937 года в Одессе, рос и учился в Москве. Его отец Игорь Владимирович Арнольд (1900—1948), был математиком. Его мать Нина Алексадровна Арнольд (в девичестве Исакович, 1909—1986), была историком искусства. Во время Великой Отечественной войны был эвакуирован с матерью в Магнитогорск. Учился в московской школе № 59. Окончил механико-математический факультет МГУ (1959), учился в одной группе с С. Н. Кружковым.
Будучи ещё 20-летним учеником Андрея Николаевича Колмогорова в Московском государственном университете, в 1957 году Арнольд показал, что любая непрерывная функция нескольких переменных может быть представлена в виде комбинации конечного числа функций от двух переменных, тем самым решив тринадцатую проблему Гильберта.
Досрочно окончил аспирантуру и в Институте прикладной математики АН СССР (1961) защитил диссертацию на соискание учёной степени кандидата физико-математических наук. По предложению ректора МГУ И. Г. Петровского начал преподавать на механико-математическом факультете (с 1961).
В 26 лет защитил докторскую диссертацию 11 июня 1963 года в Институте прикладной математики АН СССР. После этого Арнольд проработал в МГУ до 1987 года (в должности профессора с 1965 года), с 1986 года и до последних дней работал в Математическом институте им. В. А. Стеклова.
Соавтор теоремы Колмогорова — Арнольда — Мозера о стабильности интегрируемых гамильтоновых систем. Развивал математику (теорию динамических систем, теорию катастроф, топологию, алгебраическую геометрию), классическую механику и теорию сингулярностей.
В. И. Арнольд опубликовал более 400 статей и большое количество учебников и монографий. Более тридцати его книг были многократно переизданы и переведены на многие языки мира.
В. И. Арнольд — основатель большой научной школы, среди его учеников: С. А. Баранников, И. А. Богаевский, Р. И. Богданов, А. Н. Варченко, В. А. Васильев, А. Б. Гивенталь, В. В. Горюнов, С. М. Гусейн-Заде, А. А. Давыдов, В. М. Закалюкин, М. Э. Казарян, А. Г. Кушниренко, С. К. Ландо, А. И. Нейштадт, Н. Н. Нехорошев, А. С. Пяртли, В. Д. Седых, А. Г. Хованский, А. Н. Шошитайшвили и многие другие.
Арнольд являлся одним из инициаторов выделения симплектической геометрии как отдельной дисциплины.
В. И. Арнольд известен своим ясным стилем изложения, искусно комбинирующим математическую строгость и физическую интуицию, а также простым и доходчивым стилем преподавания. Его публикации представляют собой всегда свежий и обычно геометрический подход к традиционным разделам математики, таким, как например, решение обыкновенных дифференциальных уравнений. В. И. Арнольд оказал большое влияние на развитие новых областей математики, опубликовав немало учебников. Однако книги Арнольда критикуются за наличие теорий, включающих утверждения, основывающиеся только на интуитивном понимании, без предоставления данных, необходимых для их доказательства.
В. И. Арнольд являлся известным критиком существовавших в середине XX века попыток создать замкнутое изложение математики в строгой аксиоматической форме с высоким уровнем абстракции. Он был глубоко убеждён, что этот подход — известный в основном благодаря активности французской школы Николя Бурбаки — оказал негативное влияние на преподавание математики сначала во Франции, а затем и в других странах.
Президент Московского математического общества (с 1996 года).
В 1995—1998 гг. вице-президент Международного математического союза, в 1999—2002 гг. член его исполнительного комитета.
Иностранный член Американской академии искусств и наук (1987), почётный член Лондонского математического общества.
Председатель попечительского совета Независимого Московского университета.
Член редколлегии журнала «Успехи математических наук».
До последнего времени В. И. Арнольд работал в Математическом институте им. В. А. Стеклова в Москве и в Университете Париж-Дофин. По состоянию на 2009 год имел наивысший индекс цитирования среди российских учёных. Арнольду приписывается авторство многих задач, в частности, задачи о мятом рубле.

Могила В. И. Арнольда на Новодевичьем кладбище Москвы.

Весной 1998 года Арнольд упал, катаясь на велосипеде в пригороде Парижа, и получил тяжелейшую травму головы.
Похоронен 15 июня 2010 года в Москве на Новодевичьем кладбище (уч. 11, ряд 6, м. 2).

### Семья
- Отец — математик и методист, доктор педагогических наук, член-корреспондент АПН РСФСР, профессор МГУ Игорь Владимирович Арнольд (1900—1948).
  - Дед по отцовской линии — экономист и статистик Владимир Фёдорович Арнольд (1872—1918), народник, автор работ «Опыт изучения крестьянских расходов по данным 50 описаний крестьянского хозяйства Херсонского уезда» (1898), «Общие черты агрономической техники и сельскохозяйственной экономики крестьянских хозяйств Херсонского уезда» (1902) и «Политико-экономические этюды» (1904).
  - В. И. Арнольд по отцовской линии — внучатый племянник писателя Б. С. Житкова (который был братом его бабушки, Веры Степановны Арнольд, урождённой Житковой).
- Мать — искусствовед, сотрудница Пушкинского музея Нина Александровна Арнольд (урождённая Исакович, 1909—1986).
  - Дед по материнской линии — Александр Соломонович Исакович (1879—1938, расстрелян)[31][32], потомственный почётный гражданин, адвокат, научный сотрудник и заведующий учебной частью Одесского НИИ холодильной промышленности[33]. Его сестра Лидия Соломоновна Исакович (1884—1962) была замужем за физиком Л. И. Мандельштамом. Прадед — потомственный почётный гражданин Соломон Леонтьевич Исакович (председатель правления Фёдоровского общества вспомоществования служащим в типографиях) вместе с женой Рашелью Моисеевной Исакович (урождённой Бейленсон, 1853—1939) с 1893 года владел доходным домом на улице Гаванной, № 10/12 (угол Дерибасовской, № 22); после смерти С. Л. Исаковича в 1908 году этот дом перешёл в собственность деда В. И. Арнольда — А. С. Исаковича и его брата.
  - В. И. Арнольд по материнской линии — племянник физиков Михаила Александровича Исаковича (1911—1982), заведующего теоретическим отделом Акустического института АН СССР, и Натальи Александровны Райской (урождённой Исакович, 1913—1988), редактора отдела физики Всесоюзной государственной библиотеки научной литературы; внучатый племянник физика Л. И. Мандельштама (брат бабушки В. И. Арнольда — Элеоноры (Леи) Исааковны Исакович, урождённой Мандельштам, 1886—1978)[34][35][36].
- Брат — Дмитрий Игоревич Арнольд (1939—2019), физик.
  - Племянник — Виталий Дмитриевич Арнольд (1968—2017), математик, организатор математических олимпиад для школьников.
- Сестра — Екатерина (род. 1947)[37].
- Был дважды женат. Первая жена (с 1957 года) — Надежда Николаевна Брушлинская, математик, кандидат физико-математических наук. Вторая жена (с 1976 года) — Элеонора Александровна Арнольд (урождённая Воронина)[38].

## Награды и отличия
- 1957 — премия Московского математического общества[39]
- 1965 — Ленинская премия (вместе с академиком А. Н. Колмогоровым) — за цикл работ по проблеме устойчивости гамильтоновых систем
- 1982 — премия Крафорда от Шведской королевской академии наук (совместно с Луисом Ниренбергом)
- 1992 — премия имени Н. И. Лобачевского РАН
- 1994 — премия Харви (Harvey Prize), Технион (Хайфа)
- 1999 — орден «За заслуги перед Отечеством» IV степени — за большой вклад в развитие отечественной науки, подготовку высококвалифицированных кадров и в связи с 275-летием Российской академии наук[40]
- 2001 — премия Вольфа по математике
- 2001 — премия Дэнни Хайнемана в области математической физики
- 2007 — Государственная премия России — за выдающийся вклад в развитие математики[41]
- 2007 — Чернский приглашённый профессор
- 2008 — премия Шао[42] — за обширный и важный вклад в математическую физику (совместно с Л. Д. Фаддеевым)[43]

В 1992 году сделал пленарный доклад на Европейском математическом конгрессе.
Почётный доктор университетов Пьера и Марии Кюри (Париж, 1979), Уорика (Ковентри) (1988), Утрехта (1991), Болоньи (1991), Комплутенсе (Мадрид) (1994), Торонто (1997).

## Названы в честь него
- Течение ABC (Arnold-Beltrami-Childress)
- Теория Колмогорова — Арнольда — Мозера
- Теорема Колмогорова — Арнольда
- Языки Арнольда
- Отображение Арнольда
- Диффузия Арнольда[англ.]
- Гипотеза Арнольда о неподвижных точках симплектоморфизмов[англ.]
- Проблема Гильберта — Арнольда
- В честь В. И. Арнольда назван астероид (10031) Владарнольда, открытый астрономом Людмилой Карачкиной в Крымской астрофизической обсерватории 7 сентября 1981 года[44].
- Задача Арнольда о мятом рубле
- Принцип Арнольда (об эпонимии)

## Некоторые публикации

### Научные статьи
- Список статей В. И. Арнольда
- В. И. Арнольд. О некоторых задачах псевдопериодической топологии // Математическое Просвещение. — 1997. — Вып. 1.
- Статьи В. И. Арнольда в журнале Квант (1986—1998).

### Популярные статьи и интервью
- «Новый обскурантизм и Российское просвещение»
- «Антинаучная революция и математика»
- «Нужна ли в школе математика?»
- «О печальной судьбе „академических“ учебников»
- Речь на парламентских слушаниях в Государственной Думе
- «О преподавании математики»
- Интервью лауреата Государственной премии РФ В. И. Арнольда
- Ответы В. И. Арнольда на вопросы профессора Д. С. Шмерлинга
- Математическая дуэль вокруг Бурбаки
- В. Губарев. Академик В. И. Арнольд: путешествие в хаосе // Наука и Жизнь. — 2000. — № 12.
- Ким Смирнов. Не плодите трусов! На вопросы «Кентавра» отвечает академик Владимир Арнольд. Новая газета (23 июля 2007). Дата обращения: 6 июня 2010. Архивировано из оригинала 31 октября 2009 года.

### Книги
- В. И. Арнольд. Что такое математика? — М.: МЦНМО, 2002, 2008. — 104 с. — ISBN 978-5-94057-426-2.
- В. И. Арнольд. Дополнительные главы теории обыкновенных дифференциальных уравнений. — М.: Наука, 1978.
- В. И. Арнольд. Математические методы классической механики. — 3-е изд. — М.: Наука, 1989. — 472 с.
- В. И. Арнольд. Гюйгенс и Барроу, Ньютон и Гук. — М.: Наука, 1989. — 96 с. — (Современная математика для студентов). — ISBN 5-02-013935-1.
- В. И. Арнольд. Теория катастроф. — Едиториал УРСС, 2004. — 128 с.
- В. И. Арнольд. Задачи Арнольда. — Фазис, 2000. — 454 с. — ISBN 5-7036-0060-X.
- В. И. Арнольд. Цепные дроби. — М.: МЦНМО, 2001. — 40 с. — ISBN 5-94057-014-3.
- В. И. Арнольд. Геометрия комплексных чисел, кватернионов и спинов. — М.: МЦНМО, 2002. — 40 с. — ISBN 5-94057-025-9.
- В. И. Арнольд. Задачи для детей от 5 до 15 лет. — М.: МЦНМО, 2004. — 16 с. — ISBN 5-94057-183-2.
- В. И. Арнольд. Математическое понимание природы. — М.: МЦНМО, 2009. — 144 с. — ISBN 978-5-94057-442-2.
- В. И. Арнольд. Избранное-60. — М.: Фазис, 1997. — 770 с. — ISBN 5-7036-0034-0.
- В. И. Арнольд. Истории давние и недавние. — М.: Фазис, 2002. — 92 с. — ISBN 5-7036-0077-4.
- В. И. Арнольд. Истории давние и недавние. — М.: Фазис, 2005. — 192 с. — ISBN 5-7036-0102-9. Архивировано 16 сентября 2017 года.
- В. И. Арнольд. Математическое понимание природы. М.: Издательство МЦНМО, 2022. — 144 с.: ил.